# Luis Barragán
Luis Ramiro Barragán Morfín, född 9 mars 1902 i Guadalajara, död 22 november 1988 i Mexico City, var en mexikansk ingenjör och arkitekt.

## Biografi
Luis Barragán växte upp i en djupt religiös godsägarfamilj i Santa Mónica de Guadalajara. Han var son till Juan José Barragán och Ángela Morfín och hade sex systrar och bröder. Han tillbringade långa perioder på familjens hacienda de Corrales nära staden Mazamitla i delstaten Jalisco och fick på så sätt en djup erfarenhet av mexikansk landsbygd.
Luis Barragán utbildade sig till civilingenjör och arkitekt vid Escuela Libre de Ingenieros de Guadalajara 1919–1924. Han företog därefter en studieresa till Europa 1924–1926, där han kom i kontakt med och influerades av den franske konstnären och landskapsarkitekten Ferdinand Bac (1859–1952) och kom att intressera sig för arkitekturtraditionen i Andalusien.
Han blandade traditionella metoder för byggnation med modernismens formspråk till en "färgglad vit funktionalism". Han började som ingenjör, men utvecklade under sin mest aktiva period på 1940- och 1950-talen en personlig stil med inslag av folkkonst och naturliga material. Alla byggnader och trädgårdar han ritat finns i Mexiko.
Han fick Pritzkerpriset 1980. Casa Luis Barragán, hans bostad och ateljé i México City, byggda 1948, listades som världsarv av Unesco 2004.

## Fotogalleri

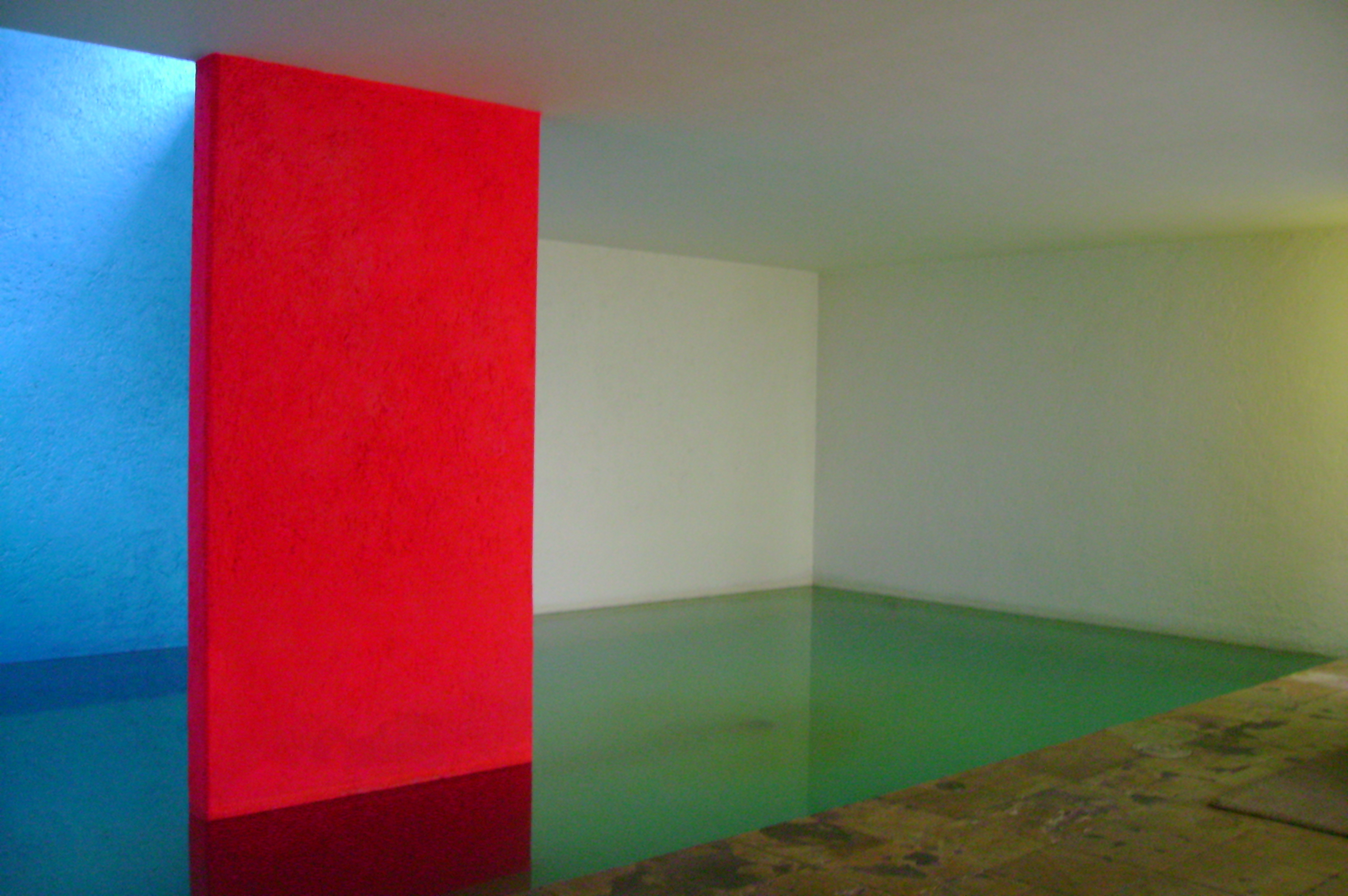
Casa Giraldi, México City, 1975–1977.
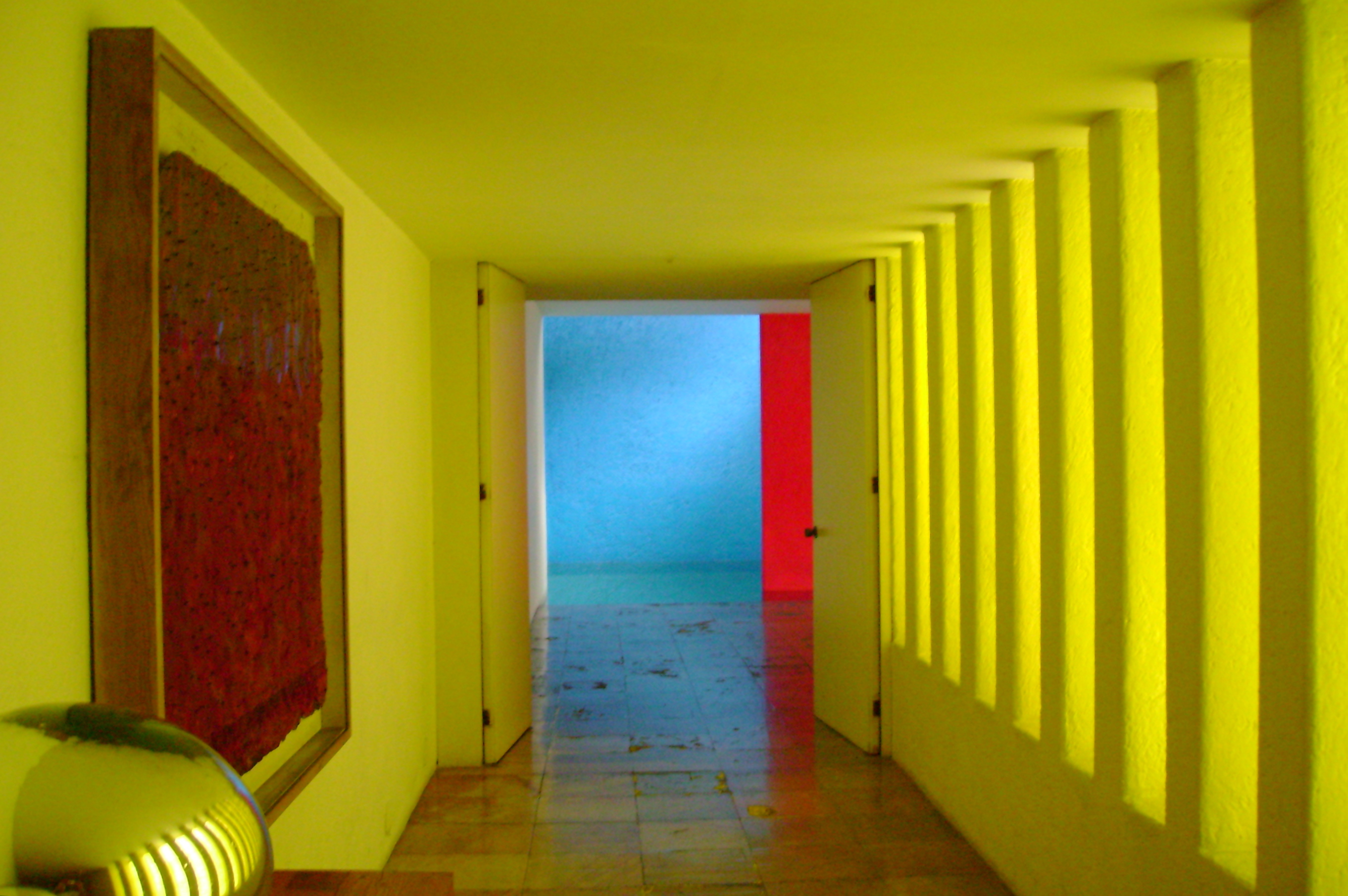
Casa Giraldi, México City, 1975–1977.
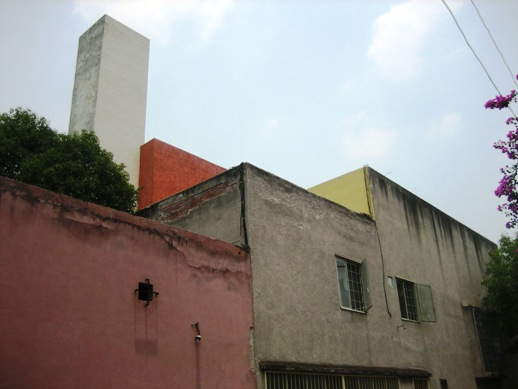
Casa Luis Barragán, Tacubaya, México City.
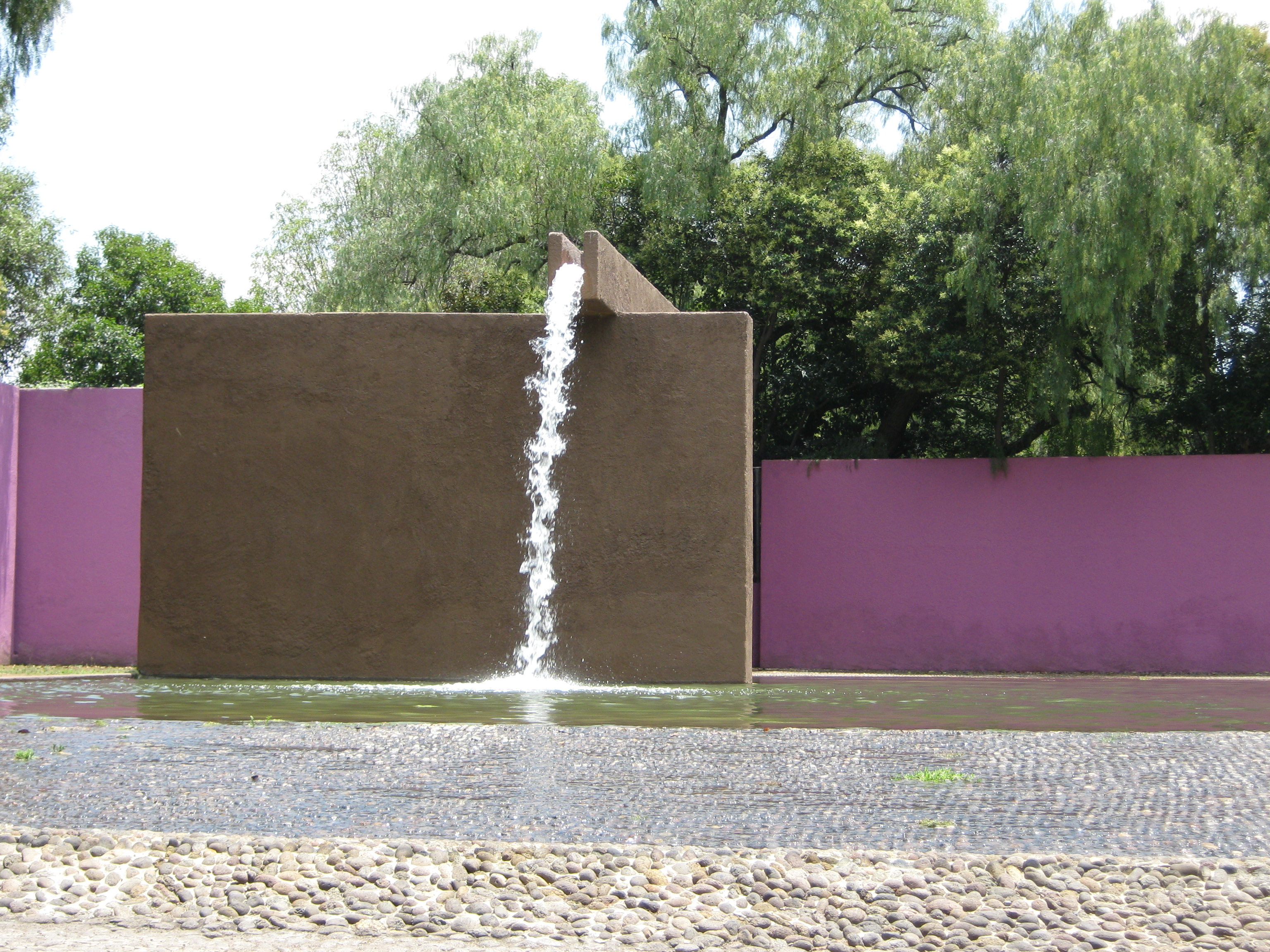
Fuente de los Amantes.